# Конденсаційні смоли
Смоли конденсаційні (рос. смолы конденсационные; англ. condensation resins; нім. Kondensathärze n pl, Kondensationshärze n pl) – полімери, які отримуються реакцією поліконденсації із низькомолекулярних сполук, що містять дві або декілька функціональних груп. 
Приклад: фенолформальдегідні смоли, поліефірні смоли, поліамідні смоли.

## Хімія
Вихідними речовинами для отримання конденсаційних смол є одно- і многовалентні феноли, фенолсульфокіслоти, резорціловая кислота, похідні силіконів, аліфатичні і ароматичні аміни, сечовина і гуанидин. Ці мономери конденсують з альдегідами, галогенопроізводними вуглеводнів або епоксидними сполуками. В даний час застосовують майже виключно полімеризаційні смоли, оскільки процес їх виготовлення легше регулювати і вони мають більшу обмінну ємність і більш однорідні за складом, ніж поліконденсаційні смоли. Мономерами для отримання полімеризацій смол служать сполуки з вінільних груп, такі, як стирол, акрилова кислота та метакрилова кислота, в якості зв'язуючих засобів застосовують ді-і полівінілові з'єднання. 